# RGM-15 Regulus II
RGM-15A Regulus II (SSM-N-9) byla americká nadzvuková střela s plochou dráhou letu s jadernou hlavicí, kterou v letech 1953–1958 vyvíjela společnost Vought. Měla se stát náhradou podzvukových letounových střel amerického námořnictva RGM-6 Regulus. Její vývoj však nebyl dokončen, neboť kvůli nástupu balistických raket UGM-27 Polaris zcela zastarala. Celkem bylo vyrobeno 54 střel Regulus II.

## Vývoj

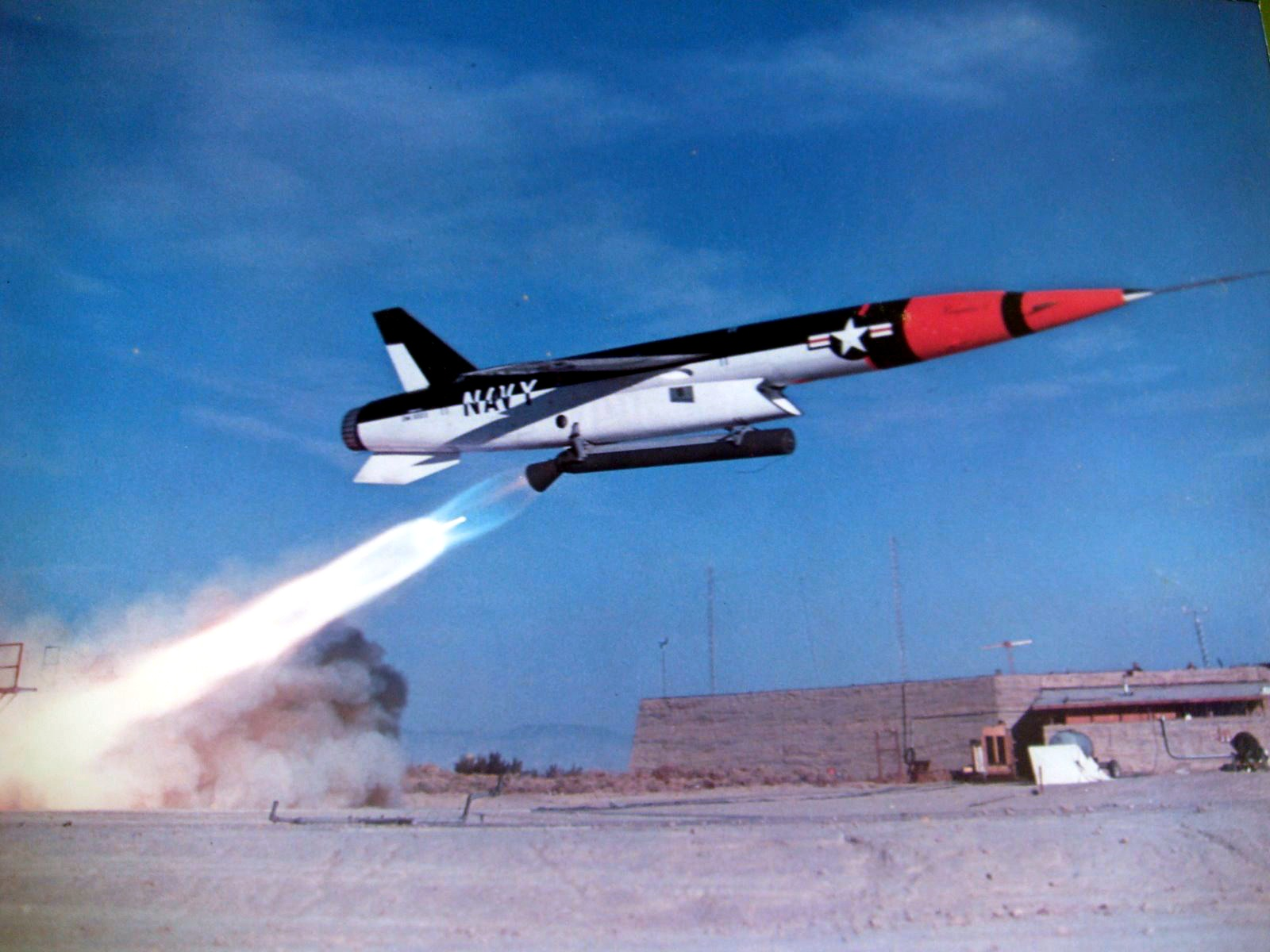
Vypuštění střely Regulus II

V červnu 1953 získala společnost Vought zakázku na vývoj nadzvukové náhrady letounových střel RGM-6 Regulus. Prototypy XRSSM-N-9 měly zatahovací podvozek, proudový motor Wright J65-W-6 o tahu 65 kN a booster Aerojet General o tahu 511 kN. První let proběhl v květnu 1956 na Edwardsově letecké základně. Od roku 1958 byla testována vylepšená verze XRSSM-N-9a s motorem General Electric J79-GE-3 o tahu 69 kN a boosterem Rocketdyne o tahu 600 kN. Pro testování byla využívána upravená tanková výsadková loď třídy LST-542 USS King County (LST-857).
V lednu 1958 byla objednána sériová výroba střely. V září 1958 byla střela poprvé a naposledy zkušebně vypuštěna z ponorky USS Grayback (SSG-574) stejnojmenné třídy. Námořnictvo plánovalo, že střelou Regulus II budou vyzbrojeny čtyři křižníky a až 23 ponorek.
Ve stejném roce se však ukázalo, že mnohem perspektivnější jsou balistické rakety UGM-27 Polaris, které mají větší dolet, přesnost, není vůči nim účinná obrana a navíc je lze vypouštět z ponořených ponorek. Proto byl vývoj střel Regulus II v prosinci 1958 zrušen. Jejich zkoušky ale ještě nějaký čas pokračovaly. Prototyp XSSM-N-9 (roku 1963 přeznačen na RGM-15A) poprvé vzlétl v listopadu 1959. Měl demontovaný podvozek, větší zásobu paliva a byl poprvé schopen dosáhnout plánované dvojnásobné rychlosti zvuku. Celkem bylo vyrobeno 54 střel Regulus II. Po zrušení programu byly již vyrobené střely upraveny na cílové drony KD2U-1 (roku 1963 přeznačeny na MQM-15A, exempláře s podvozkem na GQM-15A). Drony provozovalo jak americké letectvo, tak námořnictvo. Mimo jiné byly využívány pro výcvik obsluh protiletadlových řízených střel CIM-10 Bomarc.

## Konstrukce

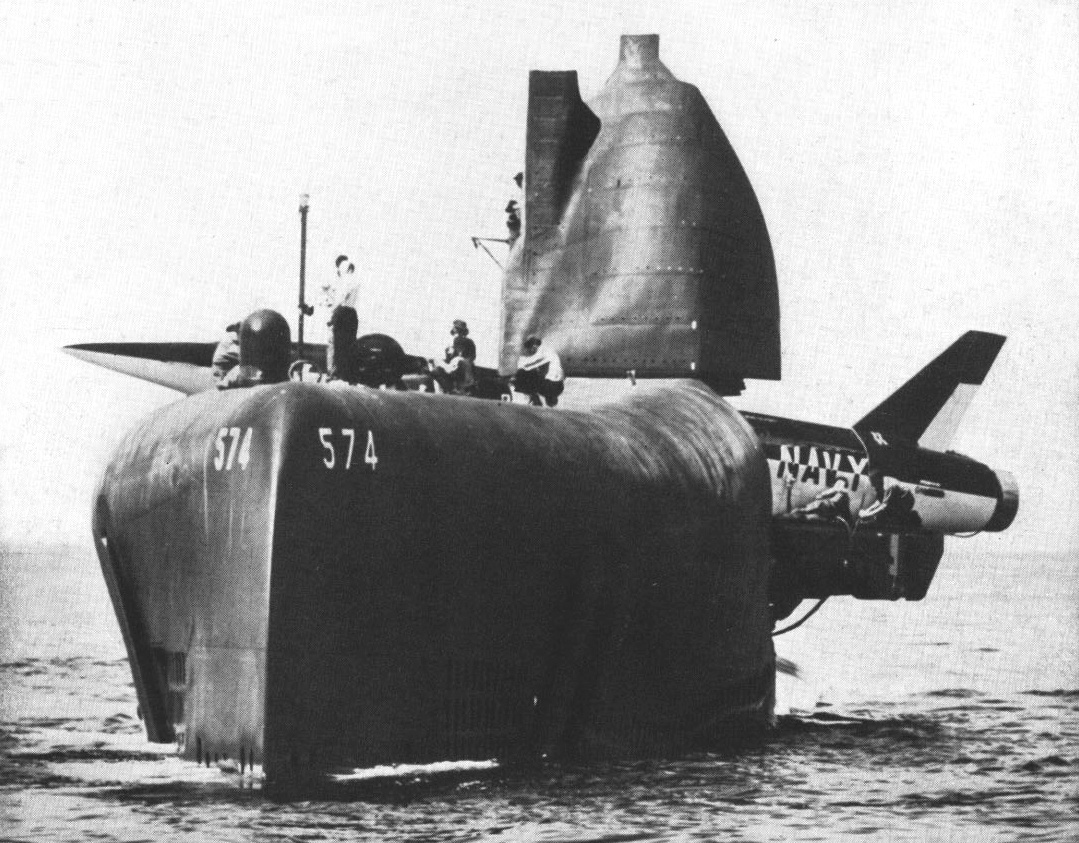
Ponorka Grayback se střelou Regulus II

Střela Regulus II startovala pomocí odhazovatelného raketového motoru (boosteru), přičemž za letu ji poháněl proudový motor. Využívala inerciální navigaci. Měla být vybavena termojadernou hlavicí W-27 o síle 2 MT.

## Verze
- XRSSM-N-9 – Vývojová verze vybavená podvozkem a motorem Wright J65-W-6.[1]
- XRSSM-N-9a – Vylepšená verze s motorem General Electric J79-GE-3.[1]
- XSSM-N-9 (RGM-15A)  – Prototyp bez podvozku, rychlost 2 M.[1]
- KD2U-1 (MQM-15A/GQM-15A) – Cvičný cílový dron vzniklý přestavbou již vyrobených střel.[1]

## Hlavní technické údaje (XRSSM-N-9)[1]
- Rozpětí: 6,12 m
- Délka: 17,52 m
- Průměr trupu: 1,27 m
- Hmotnost: 10 400 kg
- Hmotnost boosteru: 3170 kg
- Pohonná jednotka: 1× proudový motor Wright J65
  - Tah pohonné jednotky: 65 kN
- Booster: 1× raketový motor Aerojet General
  - Tah boosteru: 511 kN

- Nejvyšší rychlost: 1,8 M
- Dosah: 550 km
- Dostup: 14 300 m